# Totalna magia
Totalna magia (ang. Practical Magic) – amerykański film z roku 1998, na podstawie powieści Alice Hoffman.

## Fabuła
Dwie siostry tracą rodziców, ich wychowaniem zajmują się ciotki, które opanowały tajniki czarnoksięstwa. Dziewczynki stopniowo odkrywają w sobie różne nadnaturalne moce. Jednakże ciąży nad nimi klątwa: mężczyźni, których obdarzą miłością, skazani są na niechybną śmierć.

## Obsada
- Sandra Bullock – Sally Owens
- Nicole Kidman – Gillian Owens
- Dianne Wiest – Ciotka Bridget „Jet” Owens
- Stockard Channing – Ciotka Frances ‘Fran’ Owens
- Goran Visnjic – Jimmy Angelov
- Aidan Quinn – Oficer Gary Hallet
- Evan Rachel Wood – Kylie Owens
- Alexandra Artrip – Antonia Owens
- Mark Feuerstein – Michael
- Caprice Benedetti – Maria Owens
- Annabella Price – Lovelorn Lady
- Camilla Belle – młoda Sally Owens
- Lora Anne Criswell – młoda Gillian Owens
- Margo Martindale – Linda Bennett
- Chloe Webb – Carla

i inni